# Odznaka „Za Zasługi dla Warszawskiej Organizacji ZSMP”
Odznaka „Za Zasługi dla Warszawskiej Organizacji ZSMP” – odznaczenie okresu PRL, ustanowione przez władze warszawskiego okręgu Związku Socjalistycznej Młodzieży Polskiej, nadawane w celu uhonorowania zasłużonych działaczy.

## Opis odznaki
Odznaka jest pozłacana, okrągła o średnicy 32 mm, osadzona na wstążce o wymiarach 32 mm szerokości w barwach stołecznych, czyli żółto-czerwonych pionowych pasach (każdy po 13 mm) z bocznymi zielonymi paskami o szer.3 mm.
Awers odznaki przedstawia wizerunek herbu Warszawy (Syrenki) wkomponowany na fladze państwowej, na której w dolnej części znajduje się napis ZSMP. U góry odznaczenia widnieje wstęga, która w wersji zasadniczej nie ma napisu.
Odznaka posiada drugą wersję, na 10–lecie warszawskiej organizacji ZSMP wzór odznaki uległ małej zmianie, wstęga na awersie posiada napis „X-lat”. 